# Мирин
Ми́рин — село в Україні, у Велицькій сільській територіальній громаді Ковельського району Волинської області. Населення становить 115 осіб.

## Історія
У 1906 році село Велицької волості Ковельського повіту Волинської губернії. Відстань від повітового міста 34 верст, від волості 10. Дворів 29, мешканців 167.

## Населення
Згідно з переписом УРСР 1989 року чисельність наявного населення села становила 120 осіб, з яких 48 чоловіків та 72 жінки.
За переписом населення України 2001 року в селі мешкало 110 осіб.

### Мова
Розподіл населення за рідною мовою за даними перепису 2001 року:
| Мова       | Відсоток |
| ---------- | -------- |
| українська | 99,13 %  |
| російська  | 0,87 %   |